# Caridina leclerci
Caridina leclerci е вид десетоного от семейство Atyidae. Видът е уязвим и сериозно застрашен от изчезване.

## Разпространение
Разпространен е в Индонезия (Сулавеси).